# USS Wisconsin (BB-64)
El USS Wisconsin (BB-64) es un acorazado clase Iowa, segundo buque de la Armada de los Estados Unidos en ser nombrado en honor del estado de Wisconsin. Fue construido en el Astillero Naval de Filadelfia, Filadelfia, Pensilvania, y botado el 7 de diciembre de 1943, segundo aniversario del ataque a Pearl Harbor, amadrinado por la esposa del Gobernador de Wisconsin, Walter Goodland.
Durante su carrera el acorazado sirvió en el teatro del Pacífico en el transcurso de la Segunda Guerra Mundial, donde bombardeó fortificaciones japonesas, y escoltó portaaviones en los ataques aéreos contra posiciones enemigas. Durante la guerra de Corea el Wisconsin disparó contra objetivos norcoreanos en apoyo de las operaciones terrestres de las tropas de los Estados Unidos y Corea del Sur, tras lo que fue puesto fuera de comisión en las Flotas de reserva de la Armada de los Estados Unidos, conocida como «Flota de Almacenaje». Fue reactivado el 1 de agosto de 1986 y modernizado como parte del plan de 600 barcos de la armada estadounidense, participando en la Operación Tormenta del Desierto en enero y febrero de 1991.
El Wisconsin fue dado de baja por última vez en septiembre de 1991, habiendo obtenido un total de 6 Estrellas de Combate por su servicio durante la Segunda Guerra Mundial y la guerra de Corea, así como un Elogio de Unidad Naval por su servicio durante la Guerra del Golfo. Actualmente es un barco museo gestionado por Nauticus, el Centro Marítimo Nacional en Norfolk (Virginia). El Wisconsin fue retirado del registro naval el 17 de marzo de 2006 y el 14 de diciembre de 2009 fue donado para su uso permanente como barco museo. El 15 de abril de 2010 la Ciudad de Norfolk se hizo oficialmente con la propiedad del barco.

## Construcción

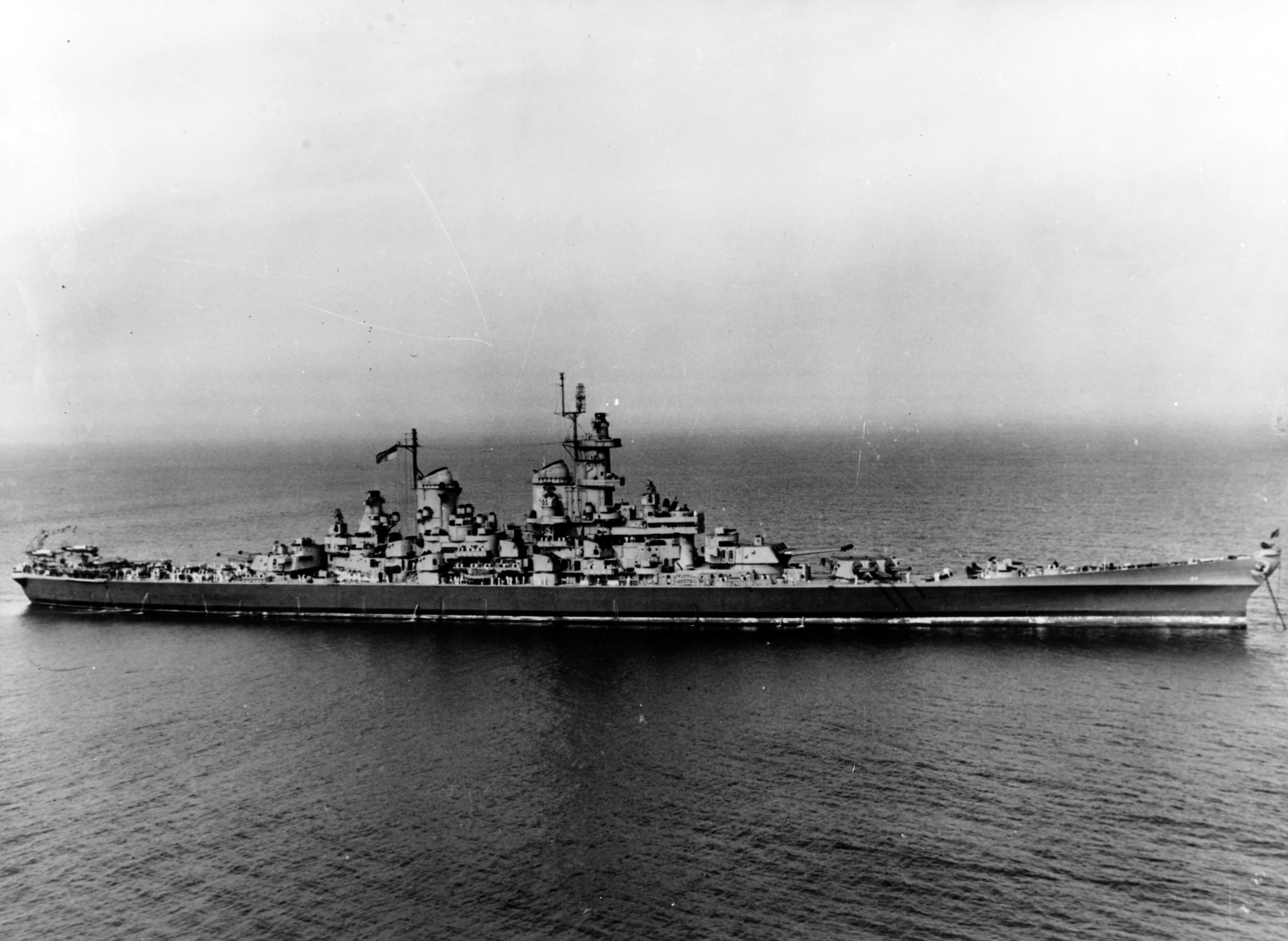
El USS Wisconsin durante sus pruebas iniciales en el mar a mediados de 1944.

El Wisconsin fue uno de los acorazados rápidos planeados en 1938 por la Subdirección de diseño preliminar de la Oficina de la Construcción y Reparación. Era el tercero de los cuatro de los acorazados clase Iowa.
Su quilla fue puesta en grada el 25 de enero de 1941, en el astillero naval de Filadelfia. Fue botado el 7 de diciembre de 1943, siendo la madrina del acto la Sra. Goodland, esposa de Walter S. Goodland, el gobernador de Wisconsin, y asignado el 16 de abril de 1944, con el capitán Earl E. Stone al mando.
La batería principal del Wisconsin consistía en 9 cañones de 16 plg (406 mm)/50 cal Mark 7, que podía disparar 2700 libras de proyectiles perforantes de blindaje a unos 32 km. Su batería secundaria consistía en 20 cañones de 5 plg (127 mm)/38 cal en diez torretas dobles, que podían disparar a blancos de hasta 16 km de distancia. Con la llegada del poderío aéreo y la necesidad de ganar y mantener la superioridad aérea llegó la necesidad de proteger a la creciente flota de portaaviones aliados, para lo cual, el Wisconsin fue equipado con una serie de cañones antiaéreos Oerlikon 20 mm y Bofors 40 mm para defender a las compañías aliadas de los ataques aéreos enemigos. Cuando se reactivó en 1986 se eliminaron los cañones antiaéreos de 20 mm y 40 mm, y fue equipado con montajes Phalanx CIWS para la protección contra misiles y aviones enemigos y cajas lanzadoras blindadas y lanzadores Quad Cell diseñados para disparar misiles Tomahawk y Harpoon, respectivamente.
El Wisconsin es el acorazado estadounidense de numeración más alta construido. A pesar de que su quilla fue puesta después de que la del USS Missouri (BB-63), fue asignado antes que este. Por lo tanto la construcción del Wisconsin comenzó después y terminó antes que la del Missouri.

## Historial

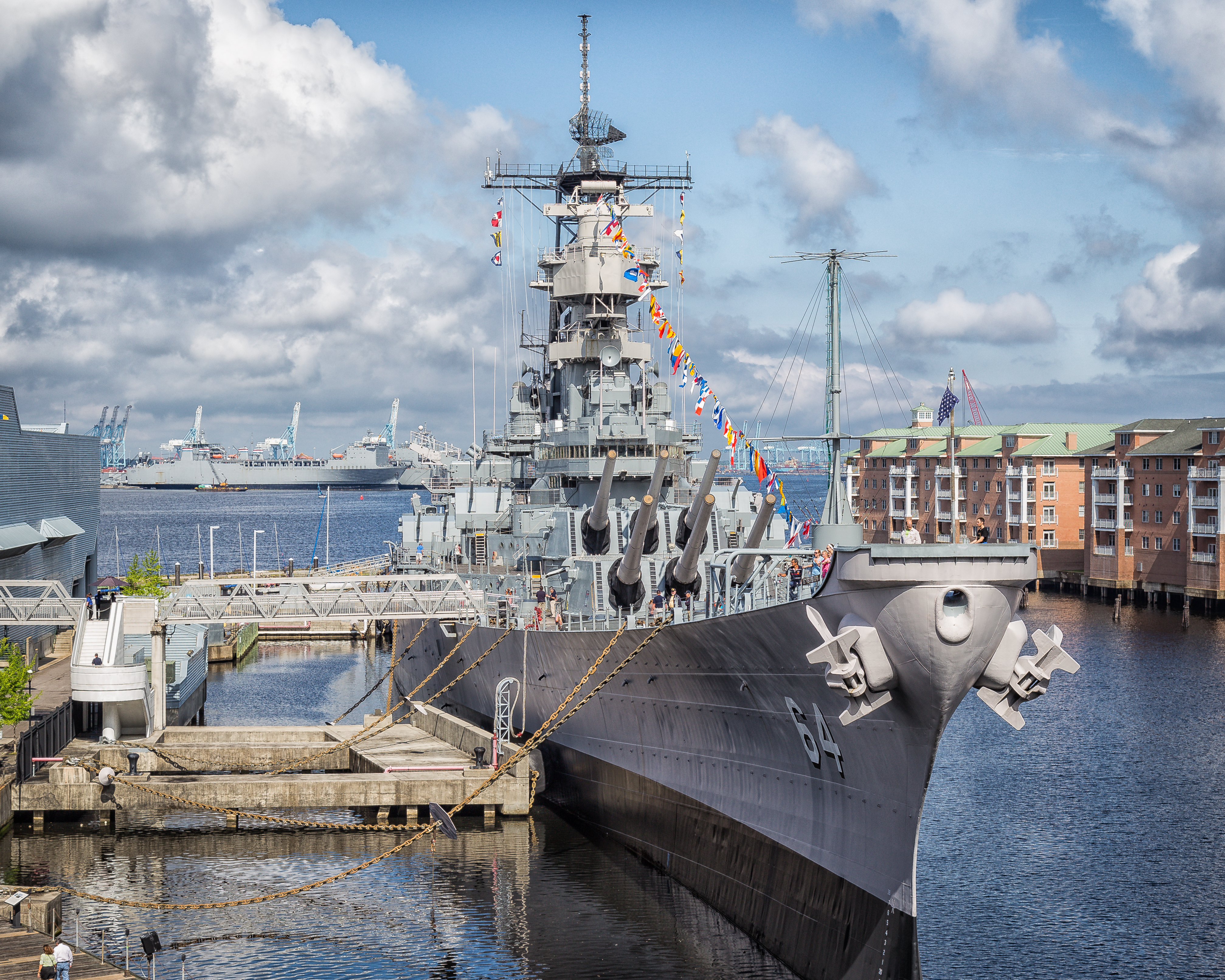
El USS Wisconsin ya conservado como buque museo en el año 2016.

Durante su carrera, el Wisconsin sirvió en el teatro de operaciones del pacífico durante la Segunda Guerra Mundial, donde bombardeó fortificaciones japonesas durante la batalla del Golfo de Leyte, y escoltó a los portaaviones estadounidenses que lanzaron los ataques contra las posiciones enemigas.
Durante la guerra de Corea, el USS Wisconsin bombardeó objetivos de Corea del Norte en apoyo de las operaciones de desembarco de Naciones Unidas y Corea del Sur, tras lo cual, fue dado de baja y asignado a la flota de reserva de los Estados Unidos.
Fue reactivado el 1 de agosto de 1986 y modernizado como parte del programa de la armada 600 buques, y participó en 1991 en la Guerra del golfo.
El Wisconsin fue dado de baja finalmente en 1991, con 6 estrellas de combate por su servicio en la Segunda Guerra Mundial y en la guerra de Corea, así como una citación de la armada por sus servicios en 1991 durante la guerra del golfo. Actualmente, se preserva como buque museo, en el museo naval de Hampton Roads en Norfolk, Virginia. El Wisconsin dejó de aparecer en los listados del registro naval de buques el 17 de marzo de 2006, y actualmente, se espera su donación para su uso permanente como buque museo.